# Луїджі Пірас
Луїджі Пірас (італ. Luigi Piras; нар. 22 жовтня 1954, Селарджус) — італійський футболіст, що грав на позиції нападника. Майже всю кар'єру провів у клубі «Кальярі».

## Ігрова кар'єра
Народився 22 жовтня 1954 року в місті Селарджус. Вихованець юнацьких команд футбольних клубів «Селарджус» та «Кальярі».
У сезоні 1973/74 дебютував за головну команду «Кальярі» в іграх Серії A. Встиг пограти пліч-о-пліч з легендарним для сардинської команди гравцем, найкращим бомбардиром в історії збірної Італії Луїджі Рівою. Стабільним гравцем основного складу команди став 1976 року, коли Ріва остаточно завершив кар'єру, а сам «Кальярі» опустився до другого дивізіону.
За три роки, у 1979 допоміг сардинцям повернутися до елітного дивізіону. де протягом наступних чотирьох сезонів був їх основною ударною силою у нападі. Згодом, у 1983, «Кальярі» знову понизився у класі, і Пірас ще чотири роки відіграв за нього у Серії B, довівши кільксіть своїх ігор за клуб у чемпіонатах Італії до 320.
Завершував ігрову кар'єру у команді «Ла Пальма» із Серії C2, за яку виступав протягом 1987—1989 років.

## Кар'єра тренера
У сезоні 1994/95 тренував команду «Темпьо» із четвертого італійського дивізіону.

## Статистика виступів

### Статистика клубних виступів
| Сезон             | Команда           | Усього            | Усього | Усього |
| Сезон             | Команда           | Ліга              | Ігор   | Голів  |
| ----------------- | ----------------- | ----------------- | ------ | ------ |
| 1973–74           | «Кальярі»         | A                 | 1      | 1      |
| 1974–75           | «Кальярі»         | A                 | 7      | 0      |
| 1975–76           | «Кальярі»         | A                 | 15     | 4      |
| 1976–77           | «Кальярі»         | B                 | 29     | 10     |
| 1977–78           | «Кальярі»         | B                 | 36     | 12     |
| 1978–79           | «Кальярі»         | B                 | 38     | 11     |
| 1979–80           | «Кальярі»         | A                 | 30     | 4      |
| 1980–81           | «Кальярі»         | A                 | 27     | 4      |
| 1981–82           | «Кальярі»         | A                 | 26     | 9      |
| 1982–83           | «Кальярі»         | A                 | 26     | 9      |
| 1983–84           | «Кальярі»         | B                 | 30     | 7      |
| 1984–85           | «Кальярі»         | B                 | 12     | 1      |
| 1985–86           | «Кальярі»         | B                 | 14     | 8      |
| 1986–87           | «Кальярі»         | B                 | 29     | 7      |
| Усього за кар'єру | Усього за кар'єру | Усього за кар'єру | 320    | 87     |